# Shimmer și Shine
Shimmer și Shine este un serial de televiziune animat american creat de Farnaz Esnaashari-Charmatz și produs de Nickelodeon Animation Studio.  A avut premiera în America pe blocul Nick Jr. de la Nickelodeon pe 24 august 2015 și a rulat timp de patru sezoane. Serialul este despre două duhuri, Shimmer și Shine, care își îndeplinesc dorințele prietenei lor umane Leah. Pe 18 martie 2018, noi episoade au fost mutate pe canalul separat Nick Jr.
În România, serialul a avut premiera pe 23 noiembrie 2015 pe canalul Nickelodeon iar pe 17 ianuarie 2016 pe canalul Nick Jr.

## Despre
Primul sezon se află în lumea umană și se concentrează pe o tânără pe nume Leah, care este prietenă cu o pereche de surori duhuri gemene numite Shimmer și Shine. În fiecare zi, duhurile le-a acordă lui Leah trei dorințe, dar greșesc adesea. Fiecare episod o prezintă pe Leah care lucrează împreună cu duhuri pentru a rezolva problemele pe care le cauzează în mod neintenționat, toate păstrând în același timp Shimmer și Shine un secret față de vecinul și cel mai bun prieten al ei Zac.
În al doilea sezon, personajele sunt transportate la Ținutul Zahramay, un ținut magic în care trăiesc Shimmer și Shine. Leah dezvăluie existența duhurilor ei lui Zac, care este dat un duh al lui, numit Kaz. Shimmer și Shine continuă să-i acorde dorințelor lui Leah în Zahramay Falls și să se împrietenească cu suverana țării, Prințesa Samira. Sezonul include păunul animalul Prințesei Samira Roya și vulpea animalului de companie a Leahei, pe nume Parisa. De asemenea Zeta, o vrăjitoare ticăloasă și, în cele din urmă, dragonul Zetei, pe nume Nazboo

## Personaje

### Oameni și duhuri
- Shimmer - este un duh optimist, cu ochi albaștri, bijuterii verzi, o ținută de geniu violet și păr în coadă de cal roz. Este entuziastă și încurajatoare. Îi place să curețe, să sclipească și să strângă sticle magice. Animalul ei de companie este o maimuță gibon pe nume Tala.
- Shine - este un duh curajos, cu ochi mov, bijuterii roz, o ținută de duh teal cu pantofi galbeni și păr albastru în coadă de cal. Este o iubitoare de animale și îi este adesea foame. Animalul ei de companie este un pui de tigru bengal pe nume Nahal. Datorită dragostei sale pentru animale, ea cunoaște foarte bine comportamentele creaturilor magice originare din Ținutul Zahramay. Spre deosebire de sora ei, ea urăște curățenia. O călugărie în curs de desfășurare o implică pe Shine să spună „Este ca și cum spun mereu...” doar pentru a dezvălui cu umor că tocmai a inventat orice va spune în continuare.
- Leah - este o fată cu păr galben, cu ochi verzi, care deține un colier de sticlă magică pe cămașa ei roz, care le iincludere Shimmer și Shine. Deși Shimmer și Shine de obicei îi încurcă dorințele, Leah este răbdătoare și iertătoare cu ei. Inițial, ea a fost forțată să păstreze secretă existența geniilor ei față de prietenul ei apropiat Zac, dar i-a dezvăluit secretul ei după ce a fost transportată în Ținitul Zahramay. În sezonul 2, Prințesa Samira le acordă lui Leah și Zac dorința de a vizita Țunitul Zahramay oricând doresc. În timp ce își vizitează duhurile în Ținutul Zahramay, Leah îmbracă magic o deghizare de duh pentru a se amesteca, deoarece oamenii nu au voie în Ținutul Zahramay.
- Zac - este vecinul lui Leah, cu păr roșu și ochi albaștri și cel mai bun prieten om. În primul sezon, el ignoră faptul că Leah are duhuri. Ori de câte ori se întâmplă ceva ciudat sau neobișnuit, el răspunde la asta fără griji. De asemenea, are obiceiul de a-i spune lui Leah experiențe pline de umor pe care le-a avut. În cel de-al doilea sezon, el află că Leah are duhuri și primește un duh al său, pe nume Kaz.
- Prințesa Samira - este conducătoarea Ținutului Zahramay, cu ochi violet și păr albastru ca gheață, cu vârfuri de un albastru mai închis, care se ocupă de a verifica toate duhurile la antrenament. Ea poate îndeplini dorințele împreună cu duhuri mai tineri. Ea răsplătește ocazional duhurile cu nestemate magice care pot avea o varietate de efecte magice. Ea acționează ca mentorul și profesoarea lui Shimmer și Shine. În ciuda faptului că Zeta este autoproclamata ei rivală, Samira îi place Zeta și este dispusă să-i ofere o a doua șansă de a deveni un duh în antrenament, ceea ce în sezonul trei se dezvăluie a fi din cauza prieteniei ei trecute cu Zeta, când amândoi erau studente sub împărăteasa Caliana și speră că Zeta și ea vor putea într-o zi să redevină prietene.
- Zeta Vrăjitoarea (en. Zeta the Sorceress - este o rezidentă al Ținutului Zahramay, cu ochi verzi și păr mov, care este rivala Prințesei Samira și dorește să o înlocuiască ca fiind cea mai puternică persoană din Ținutul Zahramay. Zeta este o vrăjitoare în loc de un duh, deoarece nu are dorința de a îndeplini dorințele altora, bazându-se pe poțiuni magice și obiecte magice. Planurile ei sunt aproape întotdeauna zădărnicite de Shimmer, Shine și Leah. Cu toate acestea, propria ei aroganță și ignoranță o pot face să-și dejucă și propriile scheme. În ciuda problemelor pe care le provoacă, fetele și Zac nu o țin împotriva ei și, în general, încearcă să fie prietenoși cu ea atunci când nu-i dejucă planurile. Deși tinde să fie antagonistă față de Leah și duhurile ei, uneori poate fi civilizată cu ei și chiar poate lucra cu ei atunci când se află pe ea și/sau pe Nazboo în pericol, de obicei, atunci când planurile ei se întorc, ceea ce de obicei duce la salvarea ei. Înainte de a deveni vrăjitoare, ea a fost un duh în pregătire sub împărăteasa Caliana împreună cu Samira, cu care Zeta s-a împrietenit când era o nouă elevă, deși mai târziu a renunțat la școală din cauza geloziei ei pentru Samira și a decis să devină vrăjitoare în schimb. Deși se arată că rivalitatea ei actuală cu Samira prețuiește prietenia lor din trecut, în timp ce ea ținea un stilou cu pene pe care Samira i-a dat-o când s-au întâlnit pentru prima dată, împreună cu o poză cu ele două împreună, când amândouă erau încă prietene.
- Kaz - este un duh în antrenament, cu ochi albaștri și păr magenta, care devine duhul lui Zac în sezonul 2. Spre deosebire de personalitatea lejeră și aventuroasă a lui Zac, Kaz este mai precaut și mai ușor speriat. În ciuda personalităților lor contrastante, Zac și Kaz lucrează bine împreună și pot fi curajoși atunci când trebuie să fie. Natura lui prudentă înseamnă, de asemenea, că se gândește mai mult la modul în care își îndeplinește dorințele lui Zac. La fel ca majoritatea duhurilor din Ținutul Zahramay, el are propriul lui covor magic, deși uneori folosește Super Zoom Flyer al lui Zac, un covor magic dorit de Zac. Kaz are un animal de companie Ziffilon pe nume Zain, care l-a invocat printr-una dintre dorințele lui Zac, după ce a aflat că Kaz și-a dorit întotdeauna un Ziffilon ca animal de companie. Deși el și Zac se înțeleg bine, ocazional el devine lipsit de entuziasm atunci când îi îndeplinește dorințele lui Zac pe care și el ar prefera să nu nu fie. Inițial i-a fost frică de câinele lui Zac, Rocket, deoarece nu era familiarizat cu câinii, deși în cele din urmă și-a depășit teama după ce Zac și fetele i-au amintit de felul în care alte duhuri s-au speriat inițial de Zain înainte de a-l cunoaște.
- Împărăteasa Caliana - este mentorul renumit a Prințesei Samira, semipensionară, cu ochi mov și păr blond cu vârfuri roz.  Caliana a fost cea care i-a dat Samirei colierul ei special inapoi pe vremea cand era un mic duh în antrenament. Împărăteasa Caliana a fost o mare exploratoare când era mică și a făcut multe descoperiri inovatoare, cum ar fi găsirea Peșterilor Caliana. Ea este, de asemenea, veche prietenă cu Rohan, golem-ul cristalin de obicei timid care păzește peșterile. Când Zeta și Samira erau mai mici, Caliana a predat duhurile în curs de formare la școala ei din Genie Hall, unde Zeta era cea mai bună elevă a ei. În timp ce lăuda abilitățile lui Zeta de a face poțiuni, ea a încercat să o învețe să fie mai grijulie cu ceilalți și a desemnat-o pe Samira să stea lângă Zeta când Samira era o nouă elevă, ceea ce a determinat-o pe Samira să se împrietenească cu Zeta, deși Zeta a devenit în cele din urmă geloasă pe Samira când a devenit  noua elevă de top a clasei, ceea ce a determinat-o în cele din urmă pe Zeta să renunțe la școală și să decidă să devină Vrăjitoare, după ce încercarea ei de a o sabota pe Samira a dat înapoi, deși Caliana și-a exprimat speranța Samirai că într-o zi se va întoarce.
- Căpitanul Zora - este un duh pirat care este idolul lui Shine. Ea este absentă uneori și poate fi foarte stângace și uitucă, mai ales când este într-o aventură. Ea deține o navă pirat zburătoare pe care uneori o acostează accidental în locuri ciudate. Shine iubește duhurile pirați, iar căpitanul Zora este preferata ei dintre toți, așa că devine foarte nervoasă și uneori nu poate vorbi clar când este în preajma lui Zora.
- Layla - este un duh al gheții care este o bună prietenă cu Prințesa Samira. Ea posedă un colier cu bijuterie de gheață care îi conferă puteri de înghețare și îi păstrează corpul rece. Ea a trăit inițial într-o sticlă magică îngropată pe o plajă de nisip din Ținutul Zahramay, dar a fost spartă accidental de Leah și duhurile ei. În prezent locuiește într-un palat de gheață.
- Shaya - este un duh al fulgerului în antrenament care călărește pe un cloud-board zburător și poate genera fulgere magice. Leah și duhurile ei îl ajută să prindă un fulger magic pe care l-a creat în timp ce își exersa magia. Deși la început este reticent să lucreze cu Leah și duhurile ei, în cele din urmă învață de la ele valoarea muncii în echipă.
- Nila - este o sirenă care trăiește în apele de lângă Ținutul Zahramay. Leah și duhurile ei se împrietenesc cu Nila după ce Leah dorește să găsească o sirenă după ce a aflat că sunt reale. Ea le ajută pe fete să obțină Nestemata Sirenei pentru a le schimba înapoi în sinea lor non-sirenă, după ce Leah își folosește accidental dorințele, ceea ce le lasă prinse în formă de sirenă. După ce Nila și fetele obțin nestemata împrietenindu-se cu Gardianul său singuratic, ea le învață vraja pentru a activa puterea nestematei, care se poate transforma atât în sirene, cât și să anuleze transformarea, permițând fetelor să o viziteze pe Nila și să plece în aventuri subacvatice cu ea.
- Imma - este un duh al cascadelor care supraveghează sursa cascadelor curcubeu din Curcubeul Zahramay din Ținutul Zahramay. Fetele se împrietenesc cu ea după ce Samira le trimite în prima lor aventură în Curcubeul Zahramay pentru a investiga cauza unei cețe ciudate produsă de căderi care perturbă magia din Ținutul Zahramay și pentru a o ajuta pe Imma să rezolve problema. Imma poate folosi magia apei care îi permite să manipuleze apa folosind toiagul magic pe care îl folosește și pentru a activa încuietorile care controlează fluxul de apă din curcubeu către cascade.
- Wishy Washy Genie - este un duh masculin a cărui magie puternică este să înlăture sau să rezolve o dorință care nu poate fi folosită asupra altor duhuri. El poate fi foarte doritor de lasat, la fel ca numele lui. Însă în aventura lor de a-și găsi casa, copiii îl ajută să ia decizii.
- Ayla - este un duh care schimbă părul care are puterea de a schimba coafura.
- Minu - este un duh fluture.
- Afina - este un duh al sclipiciului care locuiește într-un palat strălucitor pe un nor în Curcubeul Zahramay.
- Prințesa Ula - este conducătoarea Curcubeului Zarahmay. Ea este, de asemenea, Prințesa Nestematelor, responsabilă de a oferi tuturor nestematelor magia lor.
- 'Nadia -- este duhul visului care este singurul duh capabil să-și îndeplinească dorințe care implică vise și este specializată în magia visului, care implică utilizarea prafului magic. Ea este, de asemenea, responsabilă cu crearea de vise speciale pentru toată lumea din Ținutul Zahramay.  Drept urmare, ea știe despre toată lumea din Ținutul Zahramay. Cu toate acestea, este rar ca ea să facă visele să devină realitate.
- Ezri - este asistentul Nadiei care, la fel ca Nadia, știe despre toată lumea din Ținutul Zahramay, deoarece le recunoaște pe Leah, Shimmer, Shine și chiar pe Zeta la prima întâlnire cu ei.
- Misha - duhul animalelor care îi ajută pe toate duhurile din Ținutul Zarahmay să-și găsească animalele de companie.
- Prințesa Adara - este frumoasa prințesă de praf de stele din Cerul Zarahmay.
- Rubi - este duhul curcubeu al lui Cerul Zarahmay.
- Shaun - este fratele geamăn al lui Shaya, care este un duh al norilor.

### Animale
- Tala - este maimuța gibon de companie a lui Shimmer. Are ochi verzi, bijuterii verzi și poartă perle albe, așa cum are Shimmer. Tala se dovedește a fi un dansator talentat.
- Nahal - este puiul de tigru alb și violet al lui Shine. Are ochi albaștri, poartă bijuterii roz și un cerc de aur, așa cum are Shine. Are talent pentru a cânta la tastatură.
- Rocket - este animalul de companie beagle al lui Zac care apare în mai multe episoade din primul sezon și reapare în sezonul 3. El nu a apărut în tot sezonul 2. Este un câine agitat, cu tendința de a saliva și de a mesteca lucruri care provoacă adesea probleme, deși este pur și simplu un câine prea jucăuș care nu înseamnă niciun rău real. El le-a întâlnit pe Shimmer, Shine, Tala și Nahal în diferite momente. Singurul prim animal de companie originar din lumea lui Leah și Zac, el este dorit în cele din urmă la Ținutul Zahramay de către Zac, deși este văzut din greșeală ca un monstru de către duhuri precum Kaz și animalele originare din lumea duhurilor precum Zain, care nu este familiarizat cu câinii la început, deoarece câinii nu sunt nativi în lumea lor, cu excepția lui Shimmer, Shine, Tala, Nahal și Samira. După ce l-a ajutat pe Zac să o împiedice pe Zeta să fure personalul Samirei, Samira îi permite lui Rocket să-l însoțească pe Zac atunci când vizitează Ținutul Zahramay.
- Nazboo - este dragonul de companie vorbitor al lui Zeta, care îi răspunde tuturor nevoilor și acționează ca subalternul lui Zeta. Are solzi purpurie, ochi violet, coarne albe, stomac alb și degete albastre. El este oarecum neîndemânatic și deseori provoacă accidental planurile lui Zeta să se întoarcă înapoi. De asemenea, se poate distra cu ușurință de mâncare sau de orice lucru care îi stârnește interesul. De asemenea, îi place să primească ocazional o frecvență pe burtă de la Zeta. Deși acționează ca subalternul lui Zeta de cele mai multe ori, el este prietenos cu Leah, Zac și cu duhurile lor, precum și cu animalele lor de companie, până în punctul în care îi salută adesea spunând „Bună, Prieteni!” chiar și în mijlocul uneia dintre schemele lui Zeta. Spre deosebire de Zeta, el este în general mai grijuliu cu ceilalți și preferă să joace corect în competiții, deși de obicei îl ajută pe Zeta să trișeze. În al treilea sezon, se dezvăluie că este din Manetikar, Țara Dragonilor și s-a împrietenit cu Zeta când a venit la Manetikar pentru a găsi un dragon pentru un animal de companie. Simțindu-i rău pentru Zeta, după ce încercarea ei de a face unul dintre dragonii zburători mai mari, animalul ei de companie a eșuat, el a acceptat să devină animalul ei de companie și s-a dus acasă cu ea în bârlogul ei din Ținutul Zahramay, unde a locuit de atunci. Are o soră și doi frați care îi seamănă ca înfățișare și personalitate.
- Roya - este păunul de companie al Prințesei Samira, care locuiește în palatul ei. Roya este polar opusul animalelor de companie ale lui Shimmer și Shine, deoarece preferă să-și etaleze penele sau să exerseze mersul cu grație decât să se joace sau să danseze. Spre deosebire de Samira, Roya are o antipatie puternică pentru Zeta și Nazboo, până la punctul de a-i alunga literalmente din Palatul Samirai într-o ocazie. O dată pe an, ea aruncă o pană specială cu capacitatea de a repara orice obiect magic.
- Parisa - este vulpea de companie a lui Leah care posedă capacitatea de a se camufla, făcând-o practic invizibilă, oricând dorește, are și talent la pictură. Ea este al doilea animal de companie originar din lumea lui Leah și Zac. Parisa este introdusă la jumătatea celui de-al doilea sezon. La fel ca Kaz și Zain, ea a fost inițial speriată de Rocket, deoarece nu era familiarizată cu câinii, deși nu în aceeași măsură în care Kaz și Zain erau.
- Zain - este animalul de companie al lui Kaz, Zeffilon (o creatură asemănătoare grifonului). Kaz și-a dorit întotdeauna un animal de companie Ziffilon înainte de a-l primi pe Zain, așa că Zac își folosește una dintre dorințele sale pentru a-i dori un Ziffilon lui Kaz. Zain este de departe cel mai mare dintre animalele de companie, deoarece este suficient de mare pentru ca Kaz să-l călărească pe spate, deși, în ciuda dimensiunii sale, Zain se sperie cu ușurință chiar mai mult decât Kaz. La fel ca majoritatea ziffilonilor, mâncarea lui preferată este Zlam Berries și este originar din insula Ziffilon. Deși se înțelege cu celelalte animale de companie, la început este speriat de Rocket, deoarece nu este familiarizat cu câinii, deși, după ce Zac le reamintește lui Kaz și lui Zain cum alte duhuri s-au speriat de Zain la început, el și Kaz reușesc să-și învingă frica inițială de Rocket.
- Zoomicornii - sunt inorogi înaripați originari din Ținutul Zahramay și Curcubeul Zahramay introduși în sezonul 2. Sunt creaturi prietenoase și de ajutor care le ajută ocazional pe fete și le permit să le călărească. Există, de asemenea, un joc numit Zoomicorn Toss, în care jucătorii călătoresc cu Zahramay Cloud Boards zburând în timp ce încearcă să arunce inele în jurul cornului unui Zoomicorn în timp ce acesta zboară, fără utilizarea magiei, deoarece folosirea magiei este considerată nedreaptă. Singurul cunoscut numit Zoomicorn, este Gleam care locuiește în Curcubeul Zahramay, care este un prieten cu duhul sclipiciului Afina pe care fetele o întâlnesc și se împrietenesc în timpul uneia dintre aventurile lor în Curcubeul Zahramay în sezonul 3.
- Scallywag - este animalul de companie magic al duhului pirat Căpitanul Zora, care o ajută pe Zora să-și amintească lucruri pe care le uită, cum ar fi numele și semnificația cuvintelor și expresiilor folosite de pirați. Scallywag zboară învârtindu-și coada în elicopter ca la modă. Magia ei scapă de sub control atunci când este speriată, provocând efecte magice aleatorii.
- Familia lui Nazboo - sunt cei trei frați ai lui Nazboo, Razboo, Kazboo și Frank, care sunt prezentați în sezonul 3. Toți sunt niște dragoni mici care nu zboară, care seamănă cu Nazboo ca înfățișare și îi împărtășesc natura prietenoasă și jucăușă, precum și dragostea lui pentru mâncare și fricțiunile pe burtă. Nazboo și frații săi tind să aibă probleme atunci când sunt împreună, spre frustrarea și supărarea lui Zeta. Sora lui Nazboo, Razboo, are solzi violet și poartă o fundă roz închis pe cap. Fratele său Kazboo are solzi verde închis și un mohawk violet, în timp ce fratele său Frank are solzi albaștri și poartă un papion roz deschis. La fel ca fratele lor, Razboo, Kazboo și Frank au toți ochi violet, degete albastre și burtă și coarne albe. În timp ce Kazboo și Razboo sunt capabili să vorbească ca Nazboo, vocabularul lui Frank se limitează aparent la a-și spune propriul nume, care nu rimează cu numele celorlalți frați ai săi.
- Gleam - este un sclipici albastru Zoomicorn nativ din Curcubeul Zahramay.
- Lulu - este panda lui Misha.
- Zahrora, Zoomdust și Zadazzle - sunt trei Zahracorns. Cel a lui Shimmer este Zahrora, a lui Shine Zoomdust și a lui Leah Zadazzle.
- Dahliza - este Zahracornul Prințesei Adara.
- Fuzzle Whuzzles - sunt mici creaturi din Rainbow Zarahmay.
- Azah - este Zahracornul lui Rubi.

## Episoade
| Premiera originală | Premiera în România   | Nr | Titlu în română                      | Titlu în engleză              |  |
| ------------------ | --------------------- | -- | ------------------------------------ | ----------------------------- |  |
|                    |                       |    |                                      |                               |  |
| SEZONUL 1          |                       |    |                                      |                               |  |
|                    |                       |    |                                      |                               |  |
| 24.08.2015         | 23.11.2015            | 1  | Cea mai dulce zi                     | The Sweetest Thing            |  |
|                    |                       |    |                                      |                               |  |
| 26.08.2015         | 24.11.2015            | 2  | Căsuța din copac                     | Genie Treehouse               |  |
|                    |                       |    |                                      |                               |  |
| 01.09.2015         | 25.11.2015            | 3  | Motor! Acțiune! Duhuri!              | Lights! Camera! Genies!       |  |
|                    |                       |    |                                      |                               |  |
| 03.09.2015         | 26.11.2015            | 4  | Harababură porcească                 | What a Pig Mess               |  |
|                    |                       |    |                                      |                               |  |
| 08.09.2015         | 27.11.2015            | 5  | Abraca-Duh                           | Abraca-Genie                  |  |
|                    |                       |    |                                      |                               |  |
| 10.09.2015         | 30.11.2015            | 6  | Ahoy, duhuri!                        | Ahoy, Genies!                 |  |
|                    |                       |    |                                      |                               |  |
| 02.10.2015         | 11.12.2015            | 7  | Dino-mită!                           | Dino Might!                   |  |
|                    |                       |    |                                      |                               |  |
| 23.10.2015         | 31.10.2016 (Nick Jr.) | 8  | Un Halloween cu duhuri adevărate     | A Very Genie Halloweenie      |  |
|                    |                       |    |                                      |                               |  |
| 06.11.2015         | 14.12.2015            | 9  | Balet de curte                       | Backyard Ballet               |  |
|                    |                       |    |                                      |                               |  |
| 20.11.2015         | 18.12.2015            | 10 | Să înceapă jocul                     | Game On                       |  |
|                    |                       |    |                                      |                               |  |
| 11.12.2015         | 16.12.2015 (Nick Jr.) | 11 | Duhurile lui Moș Crăciun             | Santa's Little Genies         |  |
|                    |                       |    |                                      |                               |  |
| 15.01.2016         | 24.04.2016 (Nick Jr.) | 12 | Nava spațială avariată               | Spaceship Wrecked             |  |
|                    |                       |    |                                      |                               |  |
| 12.02.2016         | 30.06.2016 (Nick Jr.) | 13 | La multe dorințe!                    | Happy Wishaversary            |  |
|                    |                       |    |                                      |                               |  |
| 15.03.2016         | 25.04.2016 (Nick Jr.) | 14 | Petrecere cu pijamale                | Sleep-Over Party              |  |
|                    |                       |    |                                      |                               |  |
| 17.03.2016         | 28.04.2016 (Nick Jr.) | 15 | Casa cu păpuși                       | Dream Dollhouse               |  |
|                    |                       |    |                                      |                               |  |
| 05.04.2016         | 26.04.2016 (Nick Jr.) | 16 | Plecat la bowling                    | Gone Bowlin                   |  |
|                    |                       |    |                                      |                               |  |
| 07.04.2016         | 27.04.2016 (Nick Jr.) | 17 | O greșeală ca pe roate               | The Great Skate Mistake       |  |
|                    |                       |    |                                      |                               |  |
| 29.05.2016         | 23.06.2016 (Nick Jr.) | 18 | Căprița fugară                       | Escape Goat                   |  |
|                    |                       |    |                                      |                               |  |
| 11.06.2016         | 07.07.2016 (Nick Jr.) | 19 | Duhurile mele secrete                | My Secret Genies              |  |
| 11.06.2016         | 07.07.2016 (Nick Jr.) | 20 | Duhurile mele secrete                | My Secret Genies              |  |
|                    |                       |    |                                      |                               |  |
| SEZONUL 2          |                       |    |                                      |                               |  |
|                    |                       |    |                                      |                               |  |
| 15.06.2016         | 19.12.2016 (Nick Jr.) | 21 | Bun venit în Ținutul Zahramay        | Welcome to Zahramay Falls     |  |
| 15.06.2016         |                       |    |                                      |                               |  |
| 15.06.2016         | 20.12.2016 (Nick Jr.) | 22 | Închise în sticlă                    | All Bottled Up                |  |
| 15.06.2016         | 20.12.2016 (Nick Jr.) | 22 | Zoom Zahramay                        | Zoom Zahramay                 |  |
|                    |                       |    |                                      |                               |  |
| 22.06.2016         | 21.12.2016 (Nick Jr.) | 23 | O salvare uriașă                     | A Tree-mendous Rescue         |  |
| 22.06.2016         | 21.12.2016 (Nick Jr.) | 23 | Făină zburătoare                     | Flying Flour                  |  |
|                    |                       |    |                                      |                               |  |
| 29.06.2016         | 22.12.2016 (Nick Jr.) | 24 | Haos cu sirene                       | Mermaid Mayhem                |  |
| 29.06.2016         | 22.12.2016 (Nick Jr.) | 24 | Un loc de zăpadă unde am vrea să fim | Snow Place We'd Rather Be     |  |
|                    |                       |    |                                      |                               |  |
| 06.07.2016         | 23.12.2016 (Nick Jr.) | 25 | O noapte cu stele căzătoare          | Starry Night Sleepover        |  |
| 06.07.2016         | 23.12.2016 (Nick Jr.) | 25 | Pe urmele covorului                  | Wild Carpet Chase             |  |
|                    |                       |    |                                      |                               |  |
| 13.07.2016         | 06.02.2017 (Nick Jr.) | 26 | Pierdut și găsit                     | Lost and Found                |  |
| 13.07.2016         | 07.02.2017 (Nick Jr.) | 26 | O zi cu fiori                        | Freeze-amay Falls             |  |
|                    |                       |    |                                      |                               |  |
| 03.08.2016         | 08.02.2017 (Nick Jr.) | 27 | Bling, Bling                         | Bling, Bling                  |  |
| 10.08.2016         | 09.02.2017 (Nick Jr.) | 27 | Vrăjiți                              | Staffinated                   |  |
|                    |                       |    |                                      |                               |  |
| 22.08.2016         | 10.02.2017 (Nick Jr.) | 28 | Variola dragonului                   | Dragon Pox                    |  |
| 22.08.2016         | 13.02.2017 (Nick Jr.) | 28 | Fulger în sticlă                     | Lightning in a Bottle         |  |
|                    |                       |    |                                      |                               |  |
| 06.09.2016         | 16.02.2017 (Nick Jr.) | 29 | Dimensiunea privitorului             | Size of the Beholder          |  |
| 06.09.2016         | 17.02.2017 (Nick Jr.) | 29 | Aruncarea Zoomicornului              | Zoomicorn Toss                |  |
|                    |                       |    |                                      |                               |  |
| 08.09.2016         | 14.02.2017 (Nick Jr.) | 30 | Probleme duble                       | Double Trouble                |  |
| 08.09.2016         | 15.02.2017 (Nick Jr.) | 30 | Ziffilon nebun                       | Zany Ziffilon                 |  |
|                    |                       |    |                                      |                               |  |
| 11.10.2016         | 03.04.2017 (Nick Jr.) | 31 | Vulcanul cu sclipici                 | Volcano Drain-o               |  |
| 11.10.2016         | 04.04.2017 (Nick Jr.) | 31 | Duhuri la curățenie                  | Cleanie Genies                |  |
|                    |                       |    |                                      |                               |  |
| 13.10.2016         | 05.04.2017 (Nick Jr.) | 32 | Acum o vezi                          | Now You See Her               |  |
| 13.10.2016         | 06.04.2017 (Nick Jr.) | 32 | Talent neîmblânzit                   | Untamed Talent                |  |
|                    |                       |    |                                      |                               |  |
| 18.11.2016         | 07.04.2017 (Nick Jr.) | 33 | Regina cristalelor                   | The Crystal Queen             |  |
| 18.11.2016         | 10.04.2017 (Nick Jr.) | 33 | Globi gumatul                        | The Glob                      |  |
|                    |                       |    |                                      |                               |  |
| 16.12.2016         | 06.06.2017 (Nick Jr.) | 34 | Distracție înghețată                 | Frosty Fun                    |  |
| 16.12.2016         | 07.06.2017 (Nick Jr.) | 34 | Zeta se pregătește                   | Zeta in Training              |  |
|                    |                       |    |                                      |                               |  |
| 13.01.2017         | 11.04.2017 (Nick Jr.) | 35 | Dormitorul animalelor de companie    | Pet Bedroom                   |  |
| 13.01.2017         | 12.04.2017 (Nick Jr.) | 35 | Mama-Boom Zahra                      | Boom Zahra-Mom                |  |
|                    |                       |    |                                      |                               |  |
| 27.01.2017         | 14.04.2017 (Nick Jr.) | 36 | Șaradă cu mascote                    | Masquerade Charade            |  |
| 27.01.2017         | 19.04.2017 (Nick Jr.) | 36 | Tratamentul tăcerii                  | The Silent Treatment          |  |
|                    |                       |    |                                      |                               |  |
| 17.02.2017         | 08.06.2017 (Nick Jr.) | 37 | Controlul poțiunilor                 | Potion Control                |  |
| 17.02.2017         | 09.06.2017 (Nick Jr.) | 37 | Mă simt mai bine                     | Feel Better                   |  |
|                    |                       |    |                                      |                               |  |
| 03.03.2017         | 05.06.2017 (Nick Jr.) | 38 | Duhul pirat                          | The Pirate Genie              |  |
|                    |                       |    |                                      |                               |  |
| 17.03.2017         | 12.06.2017 (Nick Jr.) | 39 | Ne dai sau nu comoara                | Trick or Treasure             |  |
| 17.03.2017         | 13.06.2017 (Nick Jr.) | 39 | Dulce ca plăcinta                    | Easy As Pie                   |  |
|                    |                       |    |                                      |                               |  |
| 31.03.2017         | 15.06.2017 (Nick Jr.) | 40 | Încâlcei și încurcături              | Bungle in the Jungle          |  |
| 31.03.2017         | 14.06.2017 (Nick Jr.) | 40 | Turnul misterios                     | The Mysterious Tower          |  |
|                    |                       |    |                                      |                               |  |
| SEZONUL 3          |                       |    |                                      |                               |  |
|                    |                       |    |                                      |                               |  |
| 05.05.2017         | 05.12.2017 (Nick Jr.) | 41 | Spre subteran                        | Underground Bound             |  |
| 05.05.2017         | 06.12.2017 (Nick Jr.) | 41 | Duhul nehotărât                      | Wishy Washy Genie             |  |
|                    |                       |    |                                      |                               |  |
| 19.05.2017         | 11.12.2017 (Nick Jr.) | 42 | Necazuri cu covorul                  | Carpet Trouble                |  |
| 19.05.2017         | 12.12.2017 (Nick Jr.) | 42 | Povestea dragonului                  | Dragon Tales                  |  |
|                    |                       |    |                                      |                               |  |
| 29.08.2017         | 04.12.2017 (Nick Jr.) | 43 | Curcubeul Zahramay                   | Rainbow Zahramay              |  |
|                    |                       |    |                                      |                               |  |
| 31.08.2017         | 04.05.2018 (Nick Jr.) | 44 | Coafuri bune și rele                 | Hairdos and Don'ts            |  |
| 31.08.2017         | 03.05.2018 (Nick Jr.) | 44 | Grădină magică                       | Flower Power                  |  |
|                    |                       |    |                                      |                               |  |
| 15.09.2017         | 13.12.2017 (Nick Jr.) | 45 | Samira și Zeta                       | Samira and Zeta               |  |
| 15.09.2017         | 14.12.2017 (Nick Jr.) | 45 | Efectul Zeta                         | The Zeta Touch                |  |
|                    |                       |    |                                      |                               |  |
| 06.10.2017         | 07.12.2017 (Nick Jr.) | 46 | Duh pentru o zi                      | Genie for a Day               |  |
| 06.10.2017         | 08.12.2017 (Nick Jr.) | 46 | Zac detectivul dezorientat           | Zac the Clueless Detective    |  |
|                    |                       |    |                                      |                               |  |
| 13.10.2017         | 09.05.2018 (Nick Jr.) | 47 | Abraca-Nu                            | Abraca-Nope                   |  |
| 13.10.2017         | 10.05.2018 (Nick Jr.) | 47 | Căsuța din copac                     | Treehouse Retreat             |  |
|                    |                       |    |                                      |                               |  |
| 20.10.2017         | 01.05.2018 (Nick Jr.) | 48 | Reuniunea de familie al lui Nazboo   | Nazboo's Family Reunion       |  |
| 20.10.2017         | 02.05.2018 (Nick Jr.) | 48 | Darpoppy                             | The Darpoppy                  |  |
|                    |                       |    |                                      |                               |  |
| 27.10.2017         | 07.05.2018 (Nick Jr.) | 49 | Vânat                                | Hounded                       |  |
| 27.10.2017         | 08.05.2018 (Nick Jr.) | 49 | Ucenicul vrăjitoarei                 | The Sorceress' Apprentice     |  |
|                    |                       |    |                                      |                               |  |
| 03.11.2017         | 04.07.2018 (Nick Jr.) | 50 | Tot ce sclipește                     | All That Glitters             |  |
| 03.11.2017         | 05.07.2018 (Nick Jr.) | 50 | Ia nestemata!                        | Grab That Gem!                |  |
|                    |                       |    |                                      |                               |  |
| 17.11.2017         | 30.04.2018 (Nick Jr.) | 51 | Magia dansului                       | Dance Magic                   |  |
|                    |                       |    |                                      |                               |  |
| 01.12.2017         | 02.07.2018 (Nick Jr.) | 52 | Să punem barca în mișcare            | Whatever Floats Your Boat     |  |
| 01.12.2017         | 03.07.2018 (Nick Jr.) | 52 | Cursul apei                          | Waterbent                     |  |
|                    |                       |    |                                      |                               |  |
| 30.01.2018         | 11.07.2018 (Nick Jr.) | 53 | Perioada zăpezii                     | Snow Time to Spare            |  |
| 30.01.2018         | 10.07.2018 (Nick Jr.) | 53 | Jocurile animalelor de companie      | Pet Games                     |  |
|                    |                       |    |                                      |                               |  |
| 01.02.2018         | 12.07.2018 (Nick Jr.) | 54 | Visurile din Zahramay                | Zahramay Dreams               |  |
| 01.02.2018         | 13.07.2018 (Nick Jr.) | 54 | Ai grijă ce-ți dorești               | Careful What You Wish For     |  |
|                    |                       |    |                                      |                               |  |
| 06.03.2018         | 06.07.2018 (Nick Jr.) | 55 | Sclipiciul defect!                   | Glitter Glitch!               |  |
| 06.03.2018         | 09.07.2018 (Nick Jr.) | 55 | Haos cu cristale                     | Crystal Chaos                 |  |
|                    |                       |    |                                      |                               |  |
| 18.03.2018         | 06.09.2018 (Nick Jr.) | 56 | Un fulger pentru Shaya               | A Lightning Colt for Shaya    |  |
| 18.03.2018         | 07.09.2018 (Nick Jr.) | 56 | Livrare specială                     | A Special Delivery            |  |
|                    |                       |    |                                      |                               |  |
| 23.03.2018         | 03.09.2018 (Nick Jr.) | 57 | Zahra sclipici, Zahra strălucire     | Zahra glitter, Zahra Glow     |  |
|                    |                       |    |                                      |                               |  |
| 07.05.2018         | 04.09.2018 (Nick Jr.) | 58 | Nila iese din apă                    | Nila Out of Water             |  |
| 07.05.2018         | 05.09.2018 (Nick Jr.) | 58 | O visez pe Zeta                      | I Dream of Zeta               |  |
|                    |                       |    |                                      |                               |  |
| 09.05.2018         | 10.09.2018 (Nick Jr.) | 59 | Destul de curajos                    | Brave-ish                     |  |
| 09.05.2018         | 11.09.2018 (Nick Jr.) | 59 | Un Kazoo magic pentru Nazboo         | Nazboo's Magic Kazoo          |  |
|                    |                       |    |                                      |                               |  |
| 20.11.2018         | 12.09.2018 (Nick Jr.) | 60 | Viața mea de duh pirat               | A Pirate Genie's Life for Me  |  |
| 20.11.2018         | 13.09.2018 (Nick Jr.) | 60 | Dorințe aiurite                      | Wacky Wishes                  |  |
|                    |                       |    |                                      |                               |  |
| SEZONUL 4          |                       |    |                                      |                               |  |
|                    |                       |    |                                      |                               |  |
| 20.10.2018         | 07.01.2019 (Nick Jr.) | 61 | Bun venit în Cerurile Zahramay       | Welcome to Zahramay Skies     |  |
| 20.10.2018         |                       |    |                                      |                               |  |
| 20.10.2018         | 10.01.2019 (Nick Jr.) | 62 | Animăluțele salvatoare               | Pets to the Rescue            |  |
| 20.10.2018         | 11.01.2019 (Nick Jr.) | 62 | Curcubeul fugar                      | Runaway Rainbow               |  |
|                    |                       |    |                                      |                               |  |
| 19.11.2018         | 16.09.2019 (Nick Jr.) | 63 | Zeta nu doarme la ea acasă           | Zeta Sleeps Over              |  |
| 19.11.2018         | 17.09.2019 (Nick Jr.) | 63 | Bebe Duhuri                          | Genie Babies                  |  |
|                    |                       |    |                                      |                               |  |
| 21.11.2018         | 08.01.2019 (Nick Jr.) | 64 | Ciocnirea oceanelor                  | Oceans Collide                |  |
| 21.11.2018         | 09.01.2019 (Nick Jr.) | 64 | Petrecere cu ceai                    | Par-Tea Time                  |  |
|                    |                       |    |                                      |                               |  |
| 06.01.2019         | 16.01.2019 (Nick Jr.) | 65 | Zahra-Stea                           | The Zahra-Star                |  |
| 06.01.2019         | 17.01.2019 (Nick Jr.) | 65 | Fulgerul lovește de două ori         | Lightning Strikes Twice       |  |
|                    |                       |    |                                      |                               |  |
| 27.01.2019         | 10.09.2019 (Nick Jr.) | 66 | Curcubeele vin în ajutor             | Rainbows to the Rescue        |  |
| 27.01.2019         | 11.09.2019 (Nick Jr.) | 66 | Fanteziile devin realitate           | Daydreams Come True           |  |
|                    |                       |    |                                      |                               |  |
| 17.02.2019         | 14.01.2019 (Nick Jr.) | 67 | Haos cu costume                      | Costume Chaos                 |  |
| 17.02.2019         | 15.01.2019 (Nick Jr.) | 67 | Școala de poțiuni                    | Potion School                 |  |
|                    |                       |    |                                      |                               |  |
| 17.03.2019         | 13.05.2019 (Nick Jr.) | 68 | Nestemata pictură                    | The Painting Gem              |  |
| 17.03.2019         | 14.05.2019 (Nick Jr.) | 68 | Cea mai lungă zi din totdeauna       | Longest Day Ever              |  |
|                    |                       |    |                                      |                               |  |
| 07.04.2019         | 16.05.2019 (Nick Jr.) | 69 | Salon de Zahracorn                   | The Zahracorn Salon           |  |
| 07.04.2019         | 15.05.2019 (Nick Jr.) | 69 | Zahraconul se gâdilește              | Zahracorn Tickles             |  |
|                    |                       |    |                                      |                               |  |
| 12.05.2019         | 17.05.2019 (Nick Jr.) | 70 | Grădina din cer                      | The Sky Garden                |  |
| 12.05.2019         | 20.05.2019 (Nick Jr.) | 70 | Dragonul Zahracorn                   | The Dragon Zahracorn          |  |
|                    |                       |    |                                      |                               |  |
| 09.06.2019         | 12.09.2019 (Nick Jr.) | 71 | Senzația Zahra-coace!                | Boom Zahra-Bake!              |  |
| 09.06.2019         | 13.09.2019 (Nick Jr.) | 71 | Marele lătrat al lui Rocket          | Rocket's Big Bark             |  |
|                    |                       |    |                                      |                               |  |
| 14.07.2019         | 21.05.2019 (Nick Jr.) | 72 | Amici într-o sticlă                  | Buddies in a Bottle           |  |
| 14.07.2019         | 22.05.2019 (Nick Jr.) | 72 | Vânătoarea de nestemate              | The Gem Hunt                  |  |
|                    |                       |    |                                      |                               |  |
| 11.08.2019         | 18.09.2019 (Nick Jr.) | 73 | Parada Zahracorn                     | Zahracorns on Parade          |  |
| 11.08.2019         | 19.09.2019 (Nick Jr.) | 73 | Mantia fermecată al lui Nazboo       | Nazboo's Magic Robe           |  |
|                    |                       |    |                                      |                               |  |
| 08.09.2019         | 03.12.2019 (Nick Jr.) | 74 | Sora Zetei                           | Zeta's Sister                 |  |
| 08.09.2019         | 03.12.2019 (Nick Jr.) | 74 | Încurcători năzdrăvani               | Sneaky Switcheroo             |  |
|                    |                       |    |                                      |                               |  |
| 20.10.2019         | 09.09.2019 (Nick Jr.) | 75 | Călărețul de dragoni                 | The Dragon Rider              |  |
|                    |                       |    |                                      |                               |  |
| 03.11.2019         | 02.12.2019 (Nick Jr.) | 76 | Legenda nestematei dragon            | Legend of the Dragon Treasure |  |
|                    |                       |    |                                      |                               |  |
| 10.11.2019         | 04.12.2019 (Nick Jr.) | 77 | Puiul chițăitor șiret                | Sneaky Squeaky Chicken        |  |
| 10.11.2019         | 04.12.2019 (Nick Jr.) | 77 | Brățările Adarei                     | Adara's Bracelets             |  |
|                    |                       |    |                                      |                               |  |
| 17.11.2019         | 05.12.2019 (Nick Jr.) | 78 | Nazboo, întoarce-te acasă!           | Nazboo Come Home              |  |
| 17.11.2019         | 06.12.2019 (Nick Jr.) | 78 | Surf pe cer                          | Surfing the Skies             |  |
|                    |                       |    |                                      |                               |  |
| 24.11.2019         | 15.08.2020 (Nick Jr.) | 79 | Călătorie spre Oceanul Zahramay      | Journey to Zahramay Oceanea   |  |
|                    |                       |    |                                      |                               |  |
| 01.12.2019         | 15.08.2020 (Nick Jr.) | 80 | Vrăjitoarea mării                    | The Sea Enchantress           |  |
| 01.12.2019         | 15.08.2020 (Nick Jr.) | 80 | Balul meduzelor                      | The Dance of the Jellyfish    |  |
|                    |                       |    |                                      |                               |  |
| 08.12.2019         | 27.12.2019 (Nick Jr.) | 81 | Te-am găsit zi                       | Found You Day                 |  |
| 08.12.2019         | 27.12.2019 (Nick Jr.) | 81 | Nazboo pierde un dinte               | Nazboo Loses a Tooth          |  |
|                    |                       |    |                                      |                               |  |
| 15.12.2019         | 15.08.2020 (Nick Jr.) | 82 | Scoica surpriză                      | Zeashell Surprise             |  |
| 15.12.2019         | 15.08.2020 (Nick Jr.) | 82 | Zahramay Zuffer-Puff                 | The Zahramay Zuffer-Puff      |  |
|                    |                       |    |                                      |                               |  |
| 29.12.2019         | 30.11.2020 (Nick Jr.) | 83 | Dezastru uimitor                     | Zadazzler Dizzaster           |  |
| 29.12.2019         | 30.11.2020 (Nick Jr.) | 83 | Prăpăd cu hot-dog                    | Hotdog Havoc                  |  |
|                    |                       |    |                                      |                               |  |
| 05.01.2020         | 01.12.2020 (Nick Jr.) | 84 | Buburuze în libertate                | Ladybugs on the Loose         |  |
| 05.01.2020         | 02.12.2020 (Nick Jr.) | 84 | Zeta cea neputincioasă               | Zeta the Powerless            |  |
|                    |                       |    |                                      |                               |  |
| 26.01.2020         | 15.08.2020 (Nick Jr.) | 85 | Golful Zeacorn                       | Zeacorn Cove                  |  |
| 26.01.2020         | 15.08.2020 (Nick Jr.) | 85 | Luminile din Oceanea                 | Lights of Oceanea             |  |
|                    |                       |    |                                      |                               |  |
| 09.02.2020         | 03.12.2020 (Nick Jr.) | 86 | Împroșcați de Zahra-Sconcs           | Zahra-Zkunked                 |  |
| 09.02.2020         | 04.12.2020 (Nick Jr.) | 86 | Echipa Mixtă                         | The Sorcerenie                |  |